# Льєйда (аеропорт)
Аеропо́рт Льє́йда — Алґуа́йра (IATA: ILD, ICAO: LEDA) (кат. Aeroport de Lleida-Alguaire, ісп. Aeropuerto de Lérida-Alguaire) — аеропорт, розташований у муніципалітеті Алґуайра за 15 км від центру міста Льєйда, Автономна область Каталонія, Іспанія та за 150 km від центру Барселони. 

## Опис
Аеропорт Льєйда — Алґуайра є регіональним пасажирським та вантажним аеропортом для західних районів Каталонії (Західна Баґарія) та прилеглих районів Західної смуги. Вартість будівництва аеропорту склала 130 млн євро. Він став першим аеропортом, побудованим Жанаралітатом (урядом) Каталонії, який зараз є його єдиним акціонером.
До аеропорту було збудовано два нові шосе — А-14 та А-22. Відкриття летовища відбулося 17 січня 2010 р.

## Авіалінії та напрямки
| Авіакомпанія         | Пункт призначення                           |
| -------------------- | ------------------------------------------- |
| Flybe                | Сезонний чартер: Бірмінгем                  |
| Iberia Regional      | Пальма-де-Мальорка Сезонний: Ібіца, Менорка |
| Jet2.com             | Сезонний: Лондон-Станстед                   |
| Thomas Cook Airlines | Сезонний чартер: Лондон-Гатвік, Манчестер   |